# Heidemann Bay
Die Heidemann Bay ist eine kleine Bucht an der Ingrid-Christensen-Küste des ostantarktischen Prinzessin-Elisabeth-Lands. Sie liegt am seewärtigen Ende der Breidnes-Halbinsel in den Vestfoldbergen unmittelbar südlich der Davis-Station. Ihre Einfahrt wird südlich durch den Riviera Point begrenzt.
Eine Mannschaft des Schiffs Kista Dan besuchte die Bucht erstmals am 11. Januar 1957 bei einer der Australian National Antarctic Research Expeditions. Namensgeber ist Frank Heidemann, zweiter Maat der Kista Dan.